# Тимофеев, Анатолий Константинович
Анатолий Константинович Тимофеев (1887—1985) — российский военный лётчик, Клястицкий гусар, участник Первой мировой войны, кавалер ордена Святого Георгия IV класса.

## Биография

### До 1918 года
Родился 12 октября (7 ноября) 1887 года в дворянской семье в с. Красниково, Обоянского уезда Курской губернии (по метрикам в Курске).
Отец — подполковник 123-го пехотного Козловского полка Константин Фёдорович Тимофеев, мать — Эмилия Максимилиановна Рутковская, дочь льговского уездного воинского начальника подполковника Максимилиана Рутковского.
В 1906 году по окончании Воронежского кадетского корпуса поступает в Елисаветградское кавалерийское училище.
15 июня 1908 года выпущен корнетом в Клястицкий 6-й гусарский полк, стоявший в городе Млава, назначен младшим офицером шестого эскадрона.
В 1912 году в составе российской сборной участвовал в Олимпийских играх. В индивидуальных соревнованиях саблистов успешно преодолел стадии предварительных боёв и 1/4 финала, однако в полуфинале, по неизвестным причинам, на дорожку не вышел.
Вместе с полком уходит на войну в 1914 году, где получает ранение и направляется в госпиталь.
16 июля 1915 года в чине штабс-ротмистра назначен наблюдателем 14-го корпусного авиационного отряда, а после окончания Военной школы лётчиков с 24 сентября 1917 года — ротмистр, наблюдатель-пулеметчик 8-го авиационного дивизиона.

### Гражданская война
В 1918 году вступает в Добровольческую армию, участвует в 1-м Кубанском «Ледяном» походе в составе 1-й инженерной роты.
С 10 марта 1919 года — лётчик-наблюдатель 2-го авиационного отряда ВСЮР.
В Русской армии генерала П. Н. Врангеля — штатный наблюдатель 1-го авиационного генерала Алексеева отряда, затем 4-го авиационного военного лётчика полковника Казакова отряда. 19 мая 1920 года переведён в резерв лётчиков.
Заканчивает войну в чине полковника.
По ошибочной версии, сдался частям Красной Армии. Принят на службу в РККА, после гражданской войны работал младшим авиационным техником в Академии военно-воздушного флота РККА им. профессора Н. Е. Жуковского, а 21 июня 1933 года уволен в долгосрочный отпуск.
Документально известно, что 12 ноября 1920 года был эвакуирован из Севастополя в Константинополь, а затем по прибытии в Королевство Сербов, зачислен в колонию г. Вышеграда. Поступил на работу в 1923 году в 1-ю Русско-сербскую девичью гимназию в г. Великая Кикинда экономом. Просит о советском гражданстве 6 сентября 1946 года.

### Эмиграция
Находит пристанище вблизи границ Румынии, на территории современной Сербии, в провинциальном городке Бела-Црква, где прожил ещё полвека.
Скончался Анатолий Константинович 17 августа 1985 года и похоронен на местном православном «кадетском кладбище».
Журнал «Кадетская перекличка» в № 41 за октябрь 1986 года поместил некролог:
17-го августа 1985 года в г. Бела-Црква в Югославии на 98 году жизни скончался Анатолий Константинович Тимофеев, Клястицкий гусар и военный лётчик.

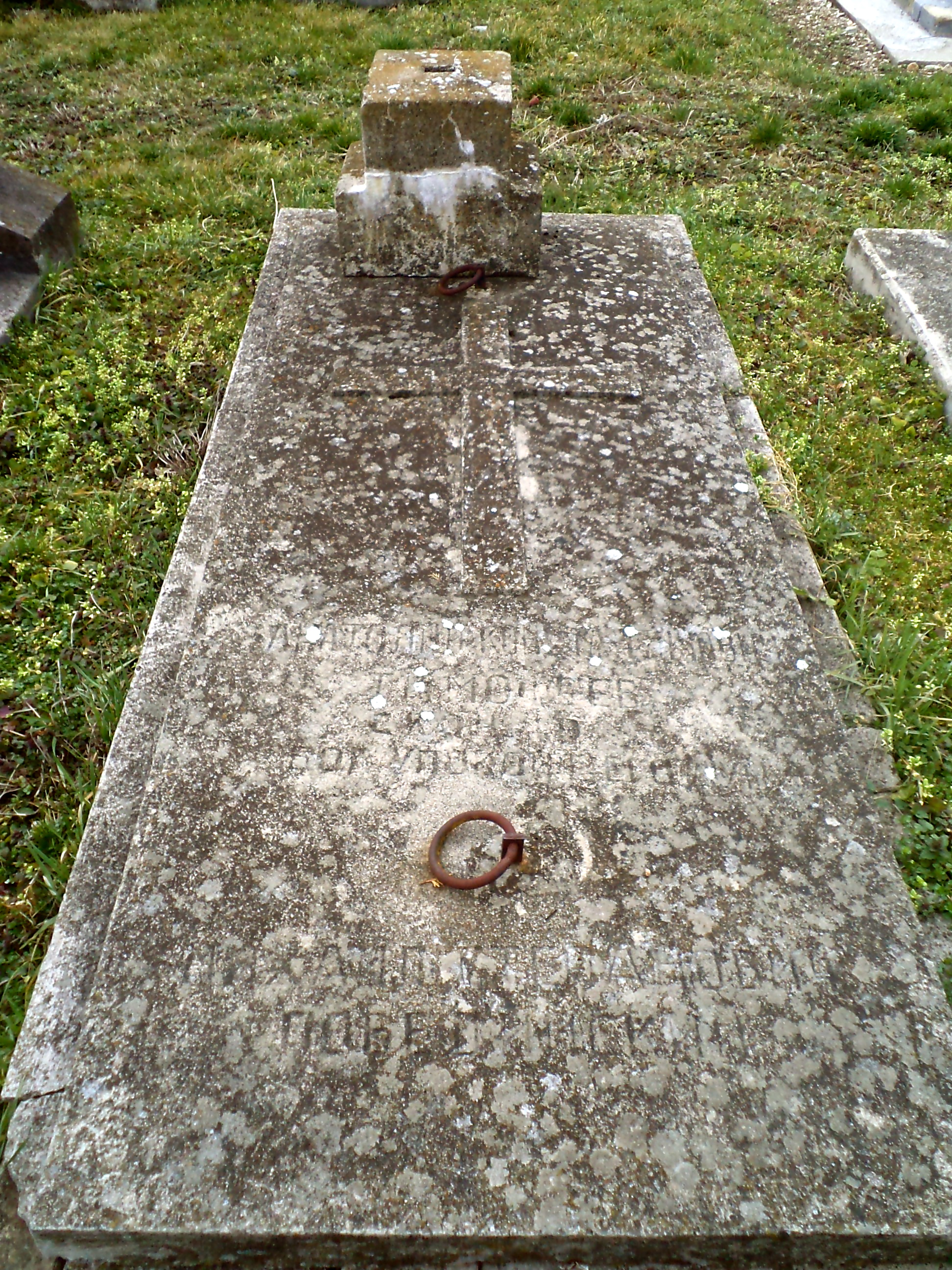
Могила А. К. Тимофеева на «кадетском кладбище» в г. Бела-Црква, Сербия

Покойный окончил Воронежский кадетский корпус и Елизаветградское кав. училище.
В 1908 году вышел в 6-й гусарский Клястицкий ген. Кульнева полк, стоявший в г. Млава. С полком пошёл в августе 14-го года на войну.
Анатолий Константинович был конник Божьей милостью и действия нашей конницы, особенно на Германском фронте, его не удовлетворяли. Несмотря на всю любовь к родному полку, пришлось сменить коня на мотор и поступить в авиацию.
Здесь он сразу получил орден Св. Георгия и закончил войну ротмистром.
В гражданскую войну А. К. участник 1-го Кубанского похода. Войну заканчивает в чине полковника.
Судьба его заставила жить в Югославии при Тито, но он умел так себя поставить, что даже «титовцы» его уважали.
Этот «долгожитель» в последние годы стал «тихим подвижником».

Мир твоему праху и да упокоится душа твоя, доблестный офицер и «Белый воин».

## Награды
- Орден Святой Анны 4-й степени с надписью «За храбрость» — 20.12.1915 г.;
- Орден Святой Анны 3-й степени с мечами и бантом — 08.07.1916 г.;
- Орден Святого Станислава 3-й степени с мечами и бантом — 07.12.1916 г.;
- Орден Святого Станислава 2-й степени с мечами;
- Орден Святой Анны 2-й степени с мечами;
- Орден Святого Владимира 4-й степени с мечами и бантом[14];
- Орден Святого Георгия 4-й степени[15] — «за то, что производя ряд полётов мужественно, с опасностью для жизни, под огнём неприятельских зенитных орудий и пулемётов корректировал стрельбу наших батарей и помог пристрелять три неприятельские батареи, произвёл фотографирование неприятельских позиций в районе верхнего течения ручья Барат — притока р. Путна, чем и способствовал овладению высотой 1292 войсками 36-го армейского корпуса»[16].